# Jekyll (软件)
Jekyll是一个简单的静态网站生成器，用于生成个人，项目或组织的网站。 它由GitHub联合创始人汤姆·普雷斯顿·沃纳用Ruby编写，并根据MIT许可证发布。

## 历史
Jekyll由Tom Preston-Werner于2008年首次发布。  Jekyll后来被帕克·摩尔（Parker Moore）接管，並由他领导发布Jekyll 1的工作，之后的维护者一直还是他。 
Jekyll开始向静态网站的Web开发趋势。  截至2017年，Jekyll成为了最受欢迎的静态站点生成器，这在很大程度上是因为它被GitHub所采用。 

## 特点
Jekyll不使用数据库 ，用户通过编写Markdown、Textile或Liquid文件， 生成一个完整的静态网站，并且可以由Apache HTTP Server ， Nginx或其他Web服务器提供服务。  Jekyll是GitHub Pages的引擎。 
Jekyll非常灵活，可以与Bootstrap ， Semantic UI等前端框架结合使用。 
Jekyll网站可以连接到基于云的CMS软件，例如CloudCannon，Forestry， Netlify或Siteleaf，使编辑者无需知道如何编程即可修改网站内容。 

## Jekyll的哲学
来自Jekyll的自述文件  ： 
 Jekyll does what you tell it to do — no more, no less. It doesn't try to outsmart users by making bold assumptions, nor does it burden them with needless complexity and configuration. Put simply, Jekyll gets out of your way and allows you to concentrate on what truly matters: your content. 